# جون مارتن (سياسي نيوزلندي)
جون مارتن (بالإنجليزية: John Martin)‏ هو عمال وسياسي نيوزلندي، ولد في 1822 في المملكة المتحدة، وتوفي في 17 مايو 1892. انتخب Member of the Legislative Council of New Zealand ‏ (25 يوليو 1878 – 17 مايو 1892).